# Queer Britain
Queer Britain é um museu de história e cultura LGBTQ britânica localizado em Kings Cross, Londres. É o primeiro museu LGBTQ dedicado no Reino Unido. O museu é composto por três galerias interligadas mais uma loja e ocupa o piso térreo do 2 Granary Square, um edifício propriedade do Art Fund, com escritórios e estúdios no piso inferior. A entrada é gratuita.

## História

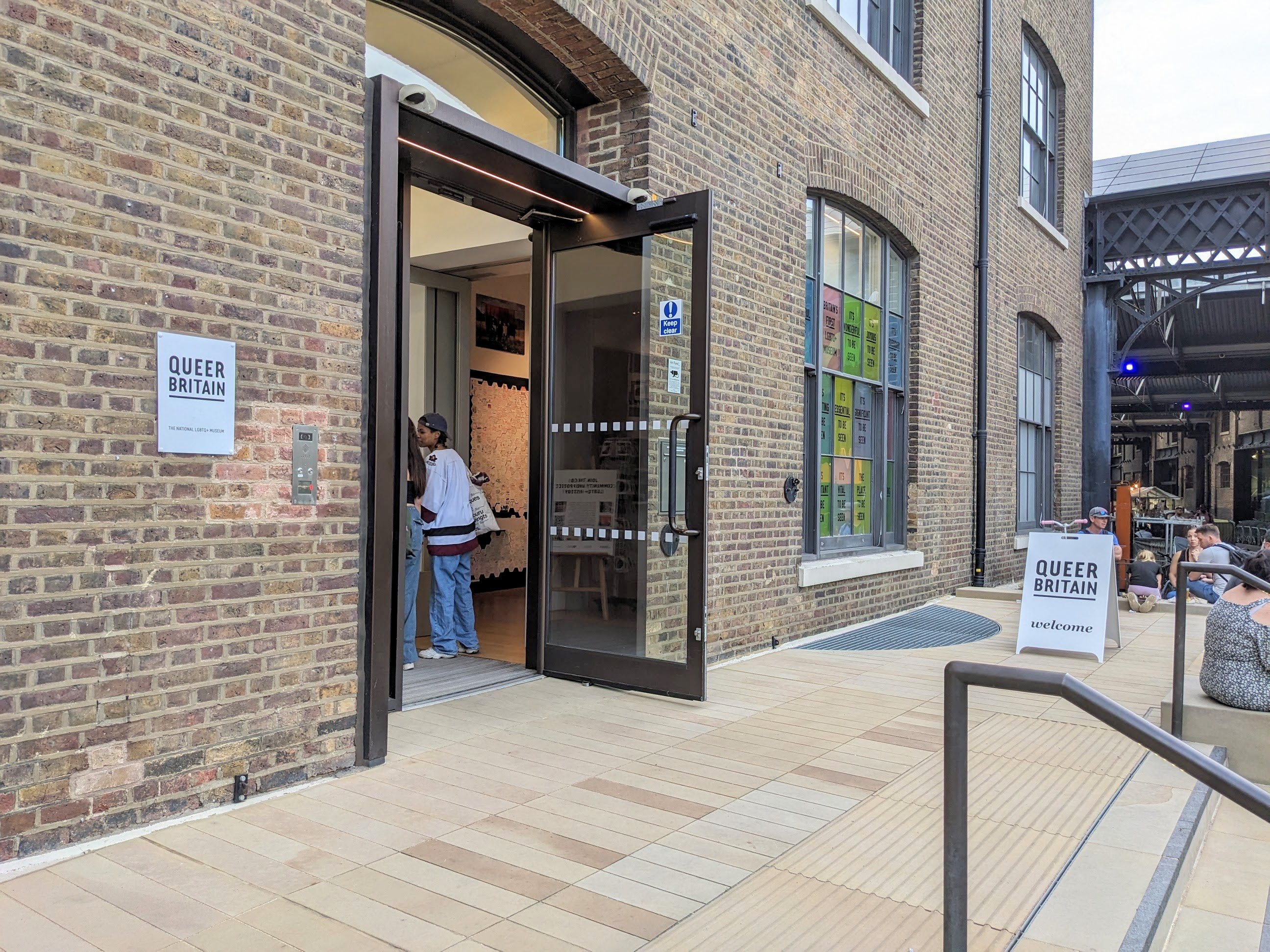
Entrada do Queer Britain.

A Queer Britain foi fundada em fevereiro de 2018 por Joseph Galliano, ex-editor do Gay Times, e Ian Mehrtens. Foi registrado como instituição de caridade em setembro de 2019.

## Exposições
Antes de ganhar localização própria, o Queer Britain realizava exposições ocasionais em locais temporários. Em 2018, organizou uma exposição Our Naked Skin em colaboração com o Salisbury Arts Centre, incluindo um projeto de história oral filmado, Virtually Queer. No verão de 2019, organizou uma exposição sobre Chosen Family nos Mercer Street Showrooms, Covent Garden.
A Queer Britain foi inaugurada como um museu físico em 5 de maio de 2022, antes do 50º aniversário da primeira marcha do orgulho gay da Grã-Bretanha. A exposição introdutória, Welcome to Queer Britain, consistia em material do arquivo fotográfico do museu. A primeira exposição completa, We Are Queer Britain, ocupando todas as três galerias, foi inaugurada em julho. A exposição ganhou o prêmio de Melhor Projeto de Pequeno Museu de 2022, concedido pela The Museums Association como parte de sua campanha Museums Change Lives. Quando não está em exibição, a coleção do museu fica armazenada no Bishopsgate Institute.